# Simon Polt
Simon Polt ist die fiktive Titelfigur mehrerer Kriminalromane des österreichischen Autors Alfred Komarek. In den Romanverfilmungen wird die Figur von Erwin Steinhauer verkörpert.

## Hauptfigur
Gendarmerieinspektor Simon Polt ist sehr introvertiert, wirkt gelegentlich melancholisch und grüblerisch.
Er ist tief in seiner Heimat im niederösterreichischen Weinviertel verwurzelt und lebt allein in seinem Haus in Brunndorf. Er ist in die Lehrerin Karin Walter verliebt. Er kennt seinen Rayon und die Menschen mit ihren Stärken und vor allem ihren Schwächen.
Polt verfügt über einen starken Sinn für Gerechtigkeit. Er ist ein sensibler Typ, der dank seines Feingefühls im Gespräch mit anderen Menschen in Erfahrung bringen kann, was er wissen will.
Polt straft nicht gerne, er schießt nicht und wendet ungern Gewalt an.
Zum Tatort fährt er stets mit seinem alten Waffenrad und macht sich dort auf die Suche nach der Wahrheit.
Dank seiner Hartnäckigkeit und seiner Menschenkenntnis löst er die Fälle auf seine ganz eigene Art.
Die Menschen in Brunndorf begegnen Polt misstrauisch. Manchmal leidet er unter seinem berufsbedingten Außenseitertum. Mit einigen der Weinbauern ist er aber gut befreundet und verbringt viel Zeit mit ihnen in ihren Weinkellern. Schließlich kauft er, nach seinem Abschied aus der Gendarmerie, sogar sein eigenes Presshaus und gehört damit endgültig zu ihnen.

## Fiktiver Handlungsort und Drehorte
Die Krimiserie spielt in und um Brunndorf, einen kleinen Weinbauerndorf im Wiesbachtal. Das Wiesbachtal ist ein fiktives Tal im niederösterreichischen Weinviertel im Bezirk Hollabrunn, nahe der tschechischen Grenze, reales Vorbild ist das Pulkautal. Die Verfilmungen wurden beispielsweise in den Orten Pillersdorf, Mitterretzbach, Großkadolz, Mailberg, Wullersdorf, Obritz, Untermarkersdorf, Seefeld-Kadolz und Hadres gedreht.
In Komareks Schilderungen scheint es manchmal, als wäre in den Weinbergen und Presshäusern die Zeit stehengeblieben. Dem Leser wird jedoch bald klar, dass diese Idylle nur eine oberflächliche ist.

## Die Romane
Komareks Romane sind sowohl Krimi als auch Milieustudie. Er schildert die Probleme der Grenzbezirke wie Arbeitslosigkeit und Abwanderung der Jungen in die Stadt. Das Bild des Weinviertler Dorflebens wird dabei immer düsterer: Im ersten Polt beging noch eine intakte, verschworene Dorfgemeinschaft einen Kollektivmord an einem, der nichts Gutes verdient hatte, und am Ende opferte sich einer für die anderen, indem er die Schuld auf sich nahm und Selbstmord beging. Doch diese Dorfgemeinschaft löst sich mit den Jahren auf: Es gibt nur noch wenige Weinbauern, die Jugend findet kaum Perspektiven vor; Gewaltbereitschaft, Rauschgift und Gleichgültigkeit halten Einzug. Der letzte Teil der Serie (‚Alt, aber Polt‘) ist ein Unikum an Schwärze und Weltskepsis.
Die Geschichten um den Gendarmen Simon Polt wurden im Auftrag des ORF von Teamfilm (2000–2003) und Epo-Film (2013; 2018) verfilmt. Drehbuchautor und Regisseur der jeweils 90 Minuten dauernden Folgen ist Julian Pölsler. Die Filmmusik dazu stammt von der Musikgruppe Haindling.
| Jahr | Titel                  | Roman                                            | Verfilmung                        |
| ---- | ---------------------- | ------------------------------------------------ | --------------------------------- |
| 1998 | Polt muss weinen       | Haymon Verlag, Innsbruck, ISBN 978-3-257-23129-8 | Polt muss weinen, ORF, 2000       |
| 2000 | Blumen für Polt        | Haymon Verlag, Innsbruck, ISBN 978-3-257-23295-0 | Blumen für Polt, ORF, 2001        |
| 2001 | Himmel, Polt und Hölle | Haymon Verlag, Innsbruck, ISBN 978-3-257-23358-2 | Himmel, Polt und Hölle, ORF, 2002 |
| 2003 | Polterabend            | Haymon Verlag, Innsbruck, ISBN 978-3-257-23393-3 | Polterabend, ORF, 2003            |
| 2009 | Polt.                  | Haymon Verlag, Innsbruck, ISBN 978-3-85218-604-7 | Polt., ORF 2013                   |
| 2011 | Zwölf mal Polt         | Haymon Verlag, Innsbruck, ISBN 978-3-85218-678-8 | bislang nicht verfilmt            |
| 2015 | Alt, aber Polt         | Haymon Verlag, Innsbruck, ISBN 978-3-7099-7177-2 | Alt, aber Polt, ORF 2018          |

### Polt muss weinen
Der Immobilienspekulant Albert Hahn wird tot in seinem Keller aufgefunden. Er ist an einer Gärgas-Vergiftung gestorben. Der zuständige Arzt geht von einem Unfall aus. Doch Polt weiß, dass der Tote in der Gemeinde verhasst war. Er vermutet, dass der Mörder den Tod wie einen Unfall aussehen lassen wollte. Viele der Weinbauern hätten ein Motiv.

### Blumen für Polt
In Brunndorf geschehen zwei tragische Unfälle. Der Unfalltod von Rudi Riebl kommt nicht besonders überraschend. Dieser hatte es sich zum Beruf gemacht, Betrunkenen aufzulauern und sich mit seinem Moped vor ihr Auto zu werfen. Natürlich mit dem Ziel einer Schmerzensgeldforderung. Der zweite Unfall ereilt den behinderten Willi, Polts Freund. Er stürzt zu Tode. Polt forscht nach, und seine Zweifel an der Echtheit der Unfälle mehren sich.

### Himmel, Polt und Hölle
Während Polt und die Lehrerin Karin ein Paar werden und zusammenziehen, wird die Pfarrersköchin von Wiesbachtal mit Tollkirschen ermordet. Es gibt gleich mehrere Verdächtige: der sich auf der Durchreise befindende Gourmetkritiker Heinz Hafner, der einst eine Beziehung mit der Köchin hatte und plötzlich abreist, sowie der Pfarrer und dessen Mesner. Bei seinen Ermittlungen findet Polt heraus, dass die Pfarrersköchin im Laufe der Zeit verschiedene Liebschaften innerhalb des Dorfes hatte.

### Polterabend
Als Polt an einer nächtlichen Eiswein-Lese seines Dorfgenossen Karl Fürnkranz teilnimmt, wird in der Traubenpresse die Leiche von Ferdinand Lutzer, einem Gelegenheitsarbeiter und Frauenhelden, entdeckt. Zu Polts Unbehagen stellt sich bei seinen Nachforschungen heraus, dass Fürnkranz sowie dessen Sohn tatverdächtig sind. Polts Ermittlungen führen ihn ins tschechische Rotlichtmilieu.

### Polt.
Simon Polt befindet sich im freiwillig gewählten Ruhestand. Als er eines Abends über eine Leiche stolpert, wird er gleichzeitig zum Verdächtigen und zum Privatermittler.

### Zwölf mal Polt
Kein in sich geschlossener Roman, sondern zwölf episodenartige Erzählungen, welche einen Bogen über gut zwanzig Lebensjahre von Simon Polt spannen.

### Alt, aber Polt
Der im Ruhestand befindliche Simon Polt ist unter die Winzer gegangen und lädt jeden ersten Sonntag im Monat zu einem Umtrunk in sein Presshaus. Auf dem Heimweg von einem dieser Treffen beobachtet er etwas, das seine kriminalistischen Fähigkeiten erneut herausfordert.
In der Verfilmung dieser Folge, die gut 18 Jahre nach dem ersten Polt entstanden ist, wurde übrigens das alte Waffenrad Polts diskret durch ein Elektrofahrrad (im Film von Polt als „E-Bike Radl“ bezeichnet) ersetzt.